# Karttuulampi
Karttuulampi är en sjö i kommunen Joutsa i landskapet Mellersta Finland i Finland. Sjön ligger 94,6 meter över havet. Arean är 22 hektar och strandlinjen är 2,33 kilometer lång.  Den  ingår i Kymmene älvs huvudavrinningsområde.  Sjön ligger omkring 66 kilometer sydöst om Jyväskylä och omkring 190 kilometer norr om Helsingfors. 